# 山地美紗子
山地 美紗子（やまじ みさこ、1月5日 ‐ ）は、ラジオ福島のアナウンサー。

## 人物
- 埼玉県鴻巣市出身。
- 2003年、アナウンサーとしてラジオ福島入社。
- 獨協大学卒業。同大学同窓会の福島県支部副幹事も務めており、2012年1月より放送された東日本大震災の復興支援プロジェクト番組「獨協の絆」にも出演。[1]

## 担当番組
- 現在
  - 歌のない歌謡曲[2]
  - ORANGE TIME（金曜）
  - ニューシニアマガジン 大和田新のラヂオ長屋
  - ハートフルトーク 鳥居をくぐれば
  - 詩の礫～和合亮一のアクションポエジィ
  - 　他言無用～女性アナウンサーが好き勝手します～

- 過去
  - 朝から全開![3]
  - 心ひとつに3.11　ふくしまの絆ステーション[4]
  - はいうぇい 人街ネットふくしま[3]
  - 地方創生プログラム ONE-J[5][6][7]

　など